# پژوهشکده لیزر و پلاسما
پژوهشکدهٔ لیزر و پلاسما (به انگلیسی: Laser and Plasma Research Institute) در دانشگاه شهید بهشتی که به قطب فوتونیک خاورمیانه نیز معروف است، یک مرکز پژوهشی است که در سال ۱۳۷۲ با هدف گسترش علم لیزر، اپتیک، فوتونیک و پلاسما با تربیت نیروی متخصص، انجام تحقیقات پایه‌ای جهت گسترش مرزهای علم و تحقیقات کاربردی در صنعت و علوم، در دانشکدهٔ علوم فعالیت خود را آغاز کرد. در سال ۱۳۷۴ این پژوهشکده مجوز اصولی و در سال ۱۳۷۷ مجوز قطعی تأسیس خود را از شورای گسترش وزارت علوم، تحقیقات و فناوری دریافت کرد و در سال ۱۳۸۳ به دنبال گسترش فعالیت‌ها، به پژوهشکدهٔ لیزر و پلاسما تغییر نام یافت.
این پژوهشکده شامل ۱۸ آزمایشگاه فعال است و در حال حاضر تعداد ۱۵ عضو هیئت علمی در پژوهشکده فعالیت دارند. هم‌اکنون ۵ گروه پژوهشی مصوب زیر در پژوهشکدهٔ لیزر و پلاسما وجود دارد:
1. کاربردهای لیزر
2. تکنولوژی لیزر
3. ماده چگال
4. بیوفوتونیک
5. مهندسی پلاسما

## اعضای هیئت علمی
- علی دلفی رضایی (کوانتوم اپتیک)
- محمدعلی انصاری (بیوفوتونیک)
- مهران باقری (حالت جامد، اپتیک کوانتومی)
- سید حسن توسلی (اسپکتروسکوپی لیزری)
- فاضل جهانگیری (اپتیک غیرخطی)
- سیده مهری حمیدی (مگنتوپلاسمونیک، بلورهای فوتونیکی، مدارهای مجتمع نوری)
- احمدرضا راستکار (مهندسی پلاسما، مهندسی سطح)
- اسماعیل زیبایی (بیوفوتونیک، سنسورهای فیبر نوری)
- بابک شکری (فیزیک پلاسما، مهندسی پلاسما، بیوفیزیک)
- محمدمهدی طهرانچی (مگنتوفوتونیک، حالت جامد)
- حمیدرضا قمی (تخلیهٔ الکتریکی، لیزرهای گازی، کاربردهای لیزر، کاربردهای پلاسما)
- مجید قناعت شعار (اپتیک نیمه‌رسانا، بلورهای فوتونیکی، اسپینترونیک، مگنتوفوتونیک)
- حمید لطیفی (سنسورهای فیبر نوری، لیزر، اندازه‌گیری غیرمخرب، میکرواپتیک)
- رضا مسعودی (لیزرهای حالت جامد، لیزرهای فمتوثانیه، بیوفوتونیک، مخابرات نوری)
- عزالدین مهاجرانی (فوتونیک مواد آلی و پلیمرها، بیوفوتونیک، مخابرات نوری)
- علیرضا نیکنام (محاسبات عددی، فیزیک پلاسما)

## فعالیت‌های آموزشی
با توجه به نیاز مبرم به تربیت نیروی کارآمد در علم فوتونیک، پلاسما و لیزر تلاش فراوانی از سوی اعضای هیئت علمی پژوهشکده برای تأسیس دوره‌های تحصیلات تکمیلی فوتونیک و مهندسی پلاسما، برای اولین بار در ایران و منطقه در مقطع کارشناسی ارشد به عمل آمد و سرانجام اولین دورهٔ کارشناسی ارشد فوتونیک در سال ۱۳۸۱ و اولین دورهٔ کارشناسی ارشد مهندسی پلاسما در سال ۱۳۸۴ با پذیرش دانشجو از طریق آزمون سراسری برگزار شد و به دنبال آن برخی از مراکز دانشگاهی دیگر نیز این رشته‌ها را دایر نمودند. در مرحلهٔ بعد و جهت تکمیل چرخهٔ تربیت نیروی انسانی، مقدمات تأسیس دورهٔ دکتری فوتونیک فراهم و پس از اخذ موافقت شورای گسترش آموزش عالی اولین دورهٔ دکتری فوتونیک در سال ۱۳۸۳ برگزار شد. در حال حاضر تعداد ۱۰۱ دانشجوی کارشناسی ارشد فوتونیک و ۳۲ دانشجوی کارشناسی ارشد مهندسی پلاسما و ۶۶ دانشجوی دکترای فوتونیک در این پژوهشکده مشغول به تحصیل، پژوهش و انجام پروژه هستند. همچنین از سال ۱۳۸۱ تا کنون تعداد ۴۵۰ دانشجو در مقطع کارشناسی ارشد و ۸۵ دانشجو در مقطع دکترا از پژوهشکده فارغ‌التحصیل شده‌اند.
علاوه بر دانشجویان رشته‌های فوتونیک و مهندسی پلاسما، بخشی از دانشجویان مقطع تحصیلات تکمیلی گروه فیزیک دانشکده علوم دانشگاه شهید بهشتی نیز پروژه‌های مربوط به پایان‌نامه و رسالهٔ خود را در این پژوهشکده می‌گذرانند. فارغ‌التحصیلان این پژوهشکده قابلیت انجام پروژه‌های تحقیقاتی و صنعتی را در صنایع وابسته دارند.

## فعالیت‌های پژوهشی
طی ده سال گذشته حدود ۳۵۰ مقالهٔ علمی در مجله‌های معتبر با نمایهٔ ISI و مجلات معتبر علمی پژوهشی توسط اعضای هیئت علمی این پژوهشکده به چاپ رسیده‌است. همچنین بیش از ۴۵۰ مقاله نیز در کنفرانس‌های معتبر داخلی و بین‌المللی ارائه گردیده‌است.
در زمینهٔ طرح‌های پژوهشی تاکنون ۸۵ طرح درون سازمانی (قرارداد عقدشده بین اعضای هیئت علمی و معاونت پژوهشی دانشگاه) و ۷۹ طرح برون سازمانی با سازمان‌ها و نهادهای مختلف از قبیل شرکت پژوهش و توسعهٔ صنعت نفت، مرکز صنایع نوین، وزارت دفاع، وزارت علوم (مرکز مطالعات و همکاری‌های علمی و بین‌المللی)، مرکز تحقیقات مخابرات ایران، سازمان فضایی ایران و سایر نهادها منعقد گردیده که تعدادی از آن‌ها با موفقیت به پایان رسیده و تعدادی دیگر نیز در دست اجرا است.

## افتخارات
برخی از افتخارات پژوهشکدهٔ لیزر و پلاسما به شرح ذیل است:
- کسب رتبهٔ طرح پژوهشی برتر در سال ۱۳۷۹ در جشنوارهٔ بین‌المللی
- انتخاب پژوهشگر برتر کشور در سال ۱۳۸۳ از سوی وزارت علوم، تحقیقات و فناوری
- کسب رتبهٔ پژوهش کاربردی برتر در بیستمین جشنوارهٔ بین‌المللی خوارزمی در سال ۱۳۸۵
- انتخاب مدیر پژوهشی برتر در سال ۱۳۸۵ از سوی وزارت علوم، تحقیقات و فناوری
- انتخاب پژوهشگر برتر کشور در سال ۱۳۸۵ از سوی وزارت علوم، تحقیقات و فناوری
- تأسیس قطب علمی فوتونیک در پژوهشکدهٔ لیزر و پلاسما در سال ۱۳۸۵
- انتخاب استاد نمونهٔ کشور در سال ۱۳۸۷
- انتخاب مدیر پژوهشی برتر در سال ۱۳۸۹ از سوی وزارت علوم، تحقیقات و فناوری
- تأسیس قطب علمی پلاسما و کاربردهای آن در پژوهشکدهٔ لیزر و پلاسما در سال ۱۳۹۰
- انتخاب استاد نمونهٔ کشوری در سال ۱۳۹۱ از سوی وزرات علوم، تحقیقات و فناوری[۱]